# Фреди Строма
Фредрик Вилхелм К. Џ. Стјостром (енгл. Frederic Wilhelm C.J. Sjöström; Лондон, 8. јануар 1987), професионално познат као Фреди Строма (енгл. Freddie Stroma), британски је глумац и манекен. Познат је по улози Кормака Маклагена у филмској серији Хари Потер и Ејдријана Чејса/Виџилантеа у серији DC-јевог проширеног универзума, Миротворац.

## Филмографија
| Година | Српски назив                           | Изворни назив | Улога           | Напомене |
| ------ | -------------------------------------- | ------------- | --------------- | -------- |
| 2008.  |                                        |               | Мет             |          |
| 2009.  | Хари Потер и Полукрвни Принц           |               | Кормак Маклаген |          |
| 2010.  | 4.3.2.1.                               | 4.3.2.1.      | Кул Брет        |          |
| 2010.  | Хари Потер и реликвије Смрти 1         |               | Кормак Маклаген |          |
| 2011.  | Хари Потер и реликвије Смрти 2         |               | Кормак Маклаген |          |
| 2011.  | Прича о Пепељуги: Једном давно у песми |               | Лук Морган      |          |
| 2012.  | Савршени корак                         |               | Лук             |          |
| 2013.  | Филозофи                               |               | Џек             |          |
| 2014.  | Ванземаљско                            |               | Кајл            |          |
| 2014.  |                                        |               | Бен             |          |
| 2016.  |                                        |               | Брит Вејнер     |          |
| 2018.  | Други чин                              |               | Рон Ебсен       |          |

| Годна      | Српски назив  | Изворни назив | Улога                     | Напомене                                              |
| ---------- | ------------- | ------------- | ------------------------- | ----------------------------------------------------- |
| 2006.      |               |               | Лукас Харпер              | епизода: 1.7                                          |
| 2006.      |               |               | Џејмс Хаперт              | епизода: „Срећан сат”                                 |
| 2007.      |               |               | Грегор Шац                | телевизијски филм                                     |
| 2015—2016. | Нереално      |               | Адам Кромвел              | главна улога (1. сезона); гостујућа улога (2. сезона) |
| 2016.      | Игра престола |               | Дикон Тарли               | епизода: „Крв моје крви”                              |
| 2017.      |               |               | Херберт Џорџ Велс         | главна улога                                          |
| 2019.      | Гранд Хотел   |               | Оливер                    | 2. епизоде                                            |
| 2020.      | Бриџертон     |               | принц Фридрих             | 3 епизоде                                             |
| 2021.      |               |               | Џејк Мартин               | 10 епизода главна улога                               |
| 2022.      | Миротворац    |               | Ејдријан Чејс / Виџиланте | 8 епизода главна улога                                |